# Trzęsienie ziemi w Oaxaca (1999)
Trzęsienie ziemi w Oaxaca w 1999 roku – trzęsienie ziemi o sile 7,4 stopni w skali Richtera, które nastąpiło 30 września 1999 roku o 11:31 czasu lokalnego, w południowej części Meksyku, w stanie Oaxaca. W wyniku trzęsienia, śmierć poniosło 35 osób, a dziesiątki zostały ranne.
Epicentrum trzęsienia ziemi znajdowało się pod miastem San Agustín Loxicha, gdzie odnotowano największe zniszczenia. Wstrząs główny miał siłę 7,4 stopnia w skali Richtera, po nim nastąpiły wstrząsy wtórne. Trzęsienie było odczuwalne w stolicy kraju, Meksyku. Zniszczenia spotęgował fakt, że nad regionem, w ostatnich dniach przechodziły ulewne deszcze. Oba czynniki doprowadziły do osunięć ziemi.